# Benz Hui Shiu-Hung
Benz Hui Shiu-Hung of 許紹雄 (Brits Hongkong, 4 november 1948) is een rooms-katholieke Chinese acteur die werkt bij de Hongkongse TVB.

## Levensloop
Hij heeft in veel series gespeeld. Hui Siu-Hung is getrouwd en heeft een stiefdochter. Hui's overgrootvader Xu Yingkui 許應騤 was een zoon van keizerin Cixi. Hui's tante Xu Guangping was de vrouw van de beroemde Chinese schrijver Lu Xun.
In 1972 ging hij naar de acteerlessen van TVB, die voor het eerst werden gehouden.

## Beknopte filmografie

### HKATV-series
- Sap Tai Tsi Hak 十大刺客 (1976)
- Tin Si Yan 電視人 (1977)
- Woon Fa Sai Kim Luk 浣花洗劍錄 (1978)

### TVB-series
- Kei To 歧途 (1972)
- Kuet Chak 抉擇 (1979)
- Lost in the Chamber of Love (2005)
- The Gentle Crackdown (2005)
- Yummy yummy (2005)
- Hidden Treasures (2005)
- Into Thin Air (2005)
- Life Made Simple (2005)
- Always Ready (2005)
- Lethal Weapons of Love and Passion (2006)
- Under the Canopy of Love (2006)
- At Home with Love (2006)
- Dicey Business (2006)
- The Slicing of the Demon (2007)
- The Drive of Life (2007)
- Men Don't Cry (2007)
- Wars of In-Laws II (2008)
- When a Dog Loves a Cat (2008)

### Films
- Games Gamblers Play (1974)
- Fuk Sing Chong Kong Wu 福星闖江湖 (1989)
- Running Out of Time (1999)
- Dummy Mommy, without a Baby (2001)
- McDull, the Alumni (2005)
- Wonder Women (2007)
- Fatal Move (2008)